# Joan II de Montfort
Joan II de Montfort, també anomenat Joan de Bretanya (nascut cap a 1294, a Hennebont - mort al mateix lloc el 26 de setembre de 1345), fill d'Artur II de Bretanya, duc de Bretanya, i de Iolanda de Dreux, comtessa de Montfort l'Amaury, fou comte de Montfort-l'Amaury (1330- 1345), comte de Richmond (1341- 1342), i després duc pretendent de Bretanya (1341- 1345).

## Biografia
Primer fill d'Artur II de Bretanya i de la seva segona esposa Iolanda de Dreux, va heretar de la seva mare el títol de comte de Montfort-l'Amaury, i va reivindicar el títol de Duc de Bretanya.

### Guerra de Successió
El 30 d'abril de 1341 el duc Joan III de Bretanya va morir sense hereu mascle. El seu germanastre, Joan de Monfort, es va erigir en candidat a la successió que també fou reivindicada per Joana de Penthièvre, neboda de Joan III i esposa de Carles de Blois, ell mateix nebot del rei de França Felip VI de Valois. El rei fou, és clar, favorable al seu nebot i va rebre el seu homenatge.
La guerra, dita guerra de successió de Bretanya, va començar llavors i va durar una vintena d'anys. Aquest conflicte també va ser anomenat "guerra de les dues Joanes", del nom de les dues duquesses en competició: Joana de Penthièvre i Joana de Flandes, l'esposa de Joan de Montfort.
Després d'haver aconseguit prendre el tresor ducal de Joan III de Bretanya, emmagatzemat a Llemotges, Joan de Montfort, ajudat d'una tropa de partidaris, es va apoderar de Nantes i es va fer reconèixer duc per una assemblea minoritària de senyors bretons el maig de 1341. Gràcies al tresor ducal, va poder contractar alguns mercenaris la qual cosa li va permetre llavors, apoderar-se de Rennes, Brest, Auray, Quimper, Saint-Brieuc, Dinan i Vannes. Carles de Blois va apel·lar llavors al rei de França, que va convocar a Joan de Montfort davant el tribunal dels pars reunit a Conflans el setembre de 1341. Pel decret de Conflans, el ducat de Bretanya fou lògicament atribuït a Carles de Blois. Felip VI de França va confiscar llavors a Joan de Montfort el seu comtat de Montfort-l'Amaury (en territori francès), així com el vescomtat de Llemotges (també en terres de França).
L'octubre de 1341 Carles de Blois i el duc de Normandia Joan II de Normandia (futur rei Joan II de França), reuniren un exèrcit i van penetrar a Bretanya. Aconseguiren llavors recuperar un cert nombre de places fortes que havien perdut, entre les quals Nantes que fou represa el 21 de novembre de 1343 després de tres setmanes de setge. Joan de Montfort fou fet presoner i després portat a una presó del Louvre a París. Fou la seva esposa Joana la que va continuar la lluita armada.
El gener de 1343, per mediació del papa Climent VI, la treva de Malestroit havia de portar la pau i l'alliberament de Joan de Montfort. Aquest últim no fou tanmateix alliberat però va aconseguir escapar-se el 27 de març de 1345. Reprenent la lluita amb reforços proveïts pel rei Eduard III d'Anglaterra, va posar vanament setge davant Quimper, però es va posar malalt i va morir a Hennebont el 30 d'abril de 1341.
Les seves restes es troben a l'església de la Santa-Creu de Quimperlé.

### Matrimoni i descendència
Es va casar a Chartres el 1329 amb Joana (1295 † 1374) filla de Lluís I de Flandes, comte de Nevers, i de Joana de Rethel, comtessa de Rethel, i va tenir:
- Joan IV de Bretanya i III de Montfort conegut com l'Anglòfil (1339 – 1399), comte de Richmond i duc de Bretanya.
- Joana (1341 – 1402), casada el 1385 amb Ralph Basset de Drayton (+ 1398).

### Emblemàtica

Escut de Pere I Mauclerc

Escut de Joan II de Montfort

Comte de Montfort-l'Amaury per la seva mare, hereta del seu pare Arthur Ii si no el ducat de Bretanya, almenys les seves pretensions en el ducat. Hereta també el seu emblema i segons Laurent Hablot va refusar el canvi introduït el 1316 pel seu germanastre Joan III de Bretanya, que havia modificat l'escut d'armes de Dreux-Bretanya no conservant més que l'ermini (destinat a un llarg ús a Bretanya). Malgrat boniques miniatures posteriors al conflicte que el mostren portant l'escut d'ermini pla, Jean de Montfort sembla haver portat durant la seva vida un escaquejat d'or i de blau (que és Dreux) amb vora de gules carregada de vuit cadells de lleó de plata amb la cua forcada (que són de Montfort), al franc-cantó d'ermini sobreposat.